# 中國—烏克蘭關係
中國—烏克蘭關係（烏克蘭語：Українсько-китайські відносини）是指歷史上的中国和烏克蘭、以至現在中華人民共和國和烏克蘭之間的雙邊關係。中華人民共和國和烏克蘭在1992年1月4日宣佈建交，隨後大量的蘇聯軍事遺產轉移很大程度上強化雙方關係，至今雙方在軍事方面合作密切，並表達明確的互信機制，烏克蘭也在台灣問題方面堅定支持中華人民共和國。目前，中華人民共和國在烏克蘭基輔設有大使館、在敖德薩設有總領事館，烏克蘭則在中華人民共和國北京市設有大使館、在上海市和广州市設有總領事館。俄羅斯入侵烏克蘭後，中華人民共和國不對俄羅斯實施制裁，又對俄羅斯提供大量經濟支援及加深兩國合作，烏克蘭總統弗拉基米爾·澤連斯基視中國為「俄羅斯犯罪聯盟」的成員，公開批評中國持續向俄羅斯提供協助。

## 歷史

### 蘇聯成立前
根據記載，首名來華的烏克蘭人伊拉里昂·特魯斯為一名東正教傳教士，在1715年到達清朝，此後陸續有烏克蘭裔修士和神甫赴華傳道；他們把漢字書籍帶到烏克蘭的院校，又與烏克蘭學者分享在華的見聞，促進了烏克蘭人對中國的了解。首群踏足烏克蘭、而又有據可查的華人是晚清重臣李鴻章所率領的使團，他們經烏克蘭到達俄羅斯聖彼得堡；第一次世界大戰爆發前，有一批華人到烏克蘭的城鎮定居，他們大多是商人、工匠或裁缝。
第一次世界大戰爆發，大量烏克蘭人被強徵充軍；不少人為逃避戰火而離開烏克蘭，令烏克蘭勞動力短缺，俄羅斯帝國政府唯有招募華人到當地就業。雖然華工在烏克蘭得到的待遇比在中國得到的待遇佳，但他們備受歧視，社會地位只是略高於戰俘，工資更是微薄；因此，不少烏克蘭華工組織工會，以保障自身的利益，又參與十月革命，在蘇聯紅軍成立華工支隊。

### 蘇聯時期
烏克蘭在1920至1991年的國號為烏克蘭蘇維埃社會主義共和國，屬於蘇聯領土的一部分，故當時的中烏關係隸屬中蘇關係。
中國抗日戰爭期間，國民政府向歐洲採購的部分軍備是從烏克蘭敖德薩運到中國:198。1946年，在華烏克蘭人向上海政府當局申請成立僑民協會；由於當時的中華民國沒有與蘇聯建交，而且國民政府擔心僑民協會將從事間諜行為，因此打算拒絕該申請，但申請的最後結果則無從稽考:198–199。1966年，聯合國召開全體會議，討論中國代表權問題；烏克蘭代表率先發言，主張立刻排除中華民國，恢復中華人民共和國在聯合國的權利:199。1971年10月，关于恢复中华人民共和国在联合国组织中的合法权利问题，乌克兰苏维埃社会主义共和国是76个投票赞成的国家之一。
1949年後，中華人民共和國與烏克蘭保持科技合作，如四川省科技情报局曾与烏克蘭蘇維埃社會主義共和國的相關部門進行科技合作和交流，在基辅及顿涅茨克等城市举行學術研討會，而全蘇列寧農業科學院的乌克兰专家亦曾到陕西省交流；雙方之間也有經貿往來，例如中國藍星集團就曾經與烏克蘭蘇維埃社會主義共和國的政府部門和非政府組織簽訂协议，在基辅設立合资公司。

### 烏克蘭獨立後
乌克兰在1991年8月24日脱离苏联成為獨立国家；中華人民共和國在數月後的1992年1月4日與乌克兰建交，是最早承认乌克兰独立、並与其建交的国家之一。1992年5月，克里米亞半島自行宣布脫離烏克蘭並獨立；中华人民共和国外交部於1994年中發声明，指克里米亚是乌克兰的一部分，又表示支持乌克兰领土完整。中華人民共和國政府在1994年12月聲明承諾不對烏克蘭使用核武器、並在烏克蘭受核威脅時向該國提供安全保證。2013年12月5日，两国签署《中华人民共和国和乌克兰友好合作条约》。
2014年，克里米亞半島通過歸屬公投，宣布脫離烏克蘭、加入俄羅斯聯邦，而烏克蘭亦爆發親歐及亲俄衝突。联合国安理会在同年3月就克里米亚公投问题决议草案進行表决，中華人民共和國代表投下弃权票，並指當地局势複雜，安理会表决草案會造成对立，不符国际社会利益；中華人民共和國又谴责烏克蘭武裝衝突中针对平民的暴力，認為需正視各地区人民的利益，以「政治解决」的方式处理乌克兰问题。同时坚决反对针对俄罗斯的制裁。中华人民共和国领导人习近平与俄罗斯总统普京在一次电话交谈中，表达了他相信普京能与相关各方通过谈判达成政治解决方案的能力。他阐述了該國的原则和立场，指出乌克兰局势发展到今天，偶然中有必然。他指，該國相信俄羅斯能同各方协调，推动问题得到政治解决，维护地区和世界和平稳定。2019年12月，乌克兰在联合国大会上提交了一份“克里米亚和塞尔瓦斯托波尔以及亚速海和黑海部分水域军事化”的决议草案，要求俄罗斯从克里米亚撤军，中华人民共和国等19个国家针对议案投下反对票。乌克兰方面认为中方的以上举动是在公开偏袒俄罗斯。不过至今中华人民共和国仍不承认俄罗斯对克里米亚的主权，亦不承认顿巴斯两个自行宣布独立的政治实体——顿涅茨克人民共和国和卢甘斯克人民共和国具有主权国家地位。
自2021年4月1日起至2021年9月30日期间，乌克兰单方面允许中华人民共和国公民免签证入境乌克兰30天。
2021年10月25日，中华人民共和国驻乌克兰大使范先荣会见乌克兰海关署代理署长杰姆琴科，双方讨论了关于中乌海关领域合作和经贸合作的问题。

### 俄羅斯入侵烏克蘭期間
2022年俄罗斯入侵乌克兰，中华人民共和国在国际场合中采取具争议立场。北京當局雖然對外宣傳保持中立，但對內宣傳上傾向俄羅斯 ，视为属于亲俄中立
中華人民共和國曾經與烏克蘭簽署過多份安全保證聯合聲明，聲稱尊重烏克蘭的獨立、主權和領土完整，但俄羅斯入侵烏克蘭時沒有譴責或制裁俄羅斯。中国驻欧盟大使傅聪则表示，中国在战争中并不站在俄罗斯一边，之所以没有谴责俄罗斯的入侵，是因为中国能够理解俄罗斯关于防御北约入侵的主张。有意見認為中國實際上支持俄羅斯。中國在俄羅斯被西方國家制裁期間放寬對俄羅斯貿易限制，包括允許俄羅斯全境小麥進口，間接為俄羅斯提供經濟支持。2022年3月22日，美国总统国家安全事务助理沙利文在吹风会上表示，他没有看到任何能表明中国向俄罗斯提供军事装备的证据。2022年3月30日，当被问及中国军事援助俄罗斯时，美国国防部发言人约翰·柯比称，“我们没有看到中国军事援助俄罗斯的迹象”。2023年3月20日，美国国务卿布林肯称中国已向俄罗斯提供非致命武器支持，布林肯还声称“根据掌握的信息，中国正考虑提供致命性武器”。中国对此予以否认。乌克兰国家预防腐败局称，在收集到的俄罗斯武器样本中，中国制的零件占约2800个零件中的4%2024年7月，美国总统国家安全事务助理杰克·沙利文在在科罗拉多州举行的阿斯彭安全论坛上警告中国，美方正准备对支持俄罗斯在乌克兰战争的中国实体实施新的制裁。2024年10月，美国国防部在一份声明中称，中国公司曾与俄罗斯国防企业合作生产远程无人机，这些无人机在中国设计、开发和制造，然后运往俄罗斯用于战场。根据三名欧洲安全官员和路透社审查的文件，有中国制的无人机引擎通过幌子公司向被已被制裁的俄罗斯无人机制造商IEMZ Kupol出口，以绕过西方的制裁。这三名官员表示，另一份中间商LIBSS向IEMZ Kupol供货的文件显示，引擎被包装成了冷却装置，以在不通知中国政府的情况下运往俄罗斯。中国外交部在给路透社的声明中，声称其对出口给俄罗斯的无人机组件不知情，并称其根据中国的法律和国际义务已经管控了军民两用物的出口。一位熟悉人士称：“中国生产了全球约75%的无人机，大部分不用于军事目的。如果俄罗斯将他们作为武器使用，那么乌克兰同样可以”
中华人民共和国最高领导人最近一次访问乌克兰是在2011年6月，由时任中共中央总书记、国家主席胡锦涛率团访问乌克兰。乌克兰最高领导人最近一次访问中国是在2013年12月，由时任总统维克托·亚努科维奇率团访问中国。两国领导人最近一次会晤是在2017年1月，中共中央总书记、国家主席习近平与时任乌克兰总统彼得罗·波罗申科在达沃斯世界经济论坛上会见。
2022年俄罗斯入侵乌克兰后，2月25日，中共中央总书记、中国国家主席习近平同俄罗斯总统普京通电话。习近平指出，中方根据乌克兰问题本身的是非曲直决定中方立场，中方支持俄方同乌方通过谈判解决问题。中方关于尊重各国主权和领土完整、遵守联合国宪章宗旨和原则的基本立场是一贯的。3月1日，中华人民共和国国务委员兼外长王毅同乌克兰外长库列巴通电话，称“对乌俄爆发冲突感到痛惜，尊重各国的主权和领土完整，一国安全不能以损害他国安全为代价，地区安全不能以扩张军事集团来实现”。应乌克兰方面请求，中国红十字会向乌克兰红十字会提供一批人道主义援助物资，包括食品、生活必需品等，价值500万元人民币。3月21日，中华人民共和国政府决定再向乌克兰提供一批价值1000万元人民币的人道主义物资援助。。5月25日，乌克兰总统泽连斯基对外表示，乌克兰对中华人民共和国在俄乌战争中的政策感到满意。
2022年9月，中共中央政治局常委、全国人大常委会委员长栗戰書出訪俄羅斯時表示中方理解和支持俄羅斯為了維護國家核心利益採取的反擊，並會從不同方面給予策應。2022年9月16日，在上海合作组织领导人峰会会面期间，普京向习近平表示理解中华人民共和国对乌克兰战争的“疑问和担忧”。2022年俄占乌克兰吞并公投后，中华人民共和国表示“所有国家的主权和领土完整必须得到尊重”。在联合国安理會关于譴責俄侵占烏領土決議案投票中，中國选择棄權。2023年2月，乌克兰总统弗拉基米尔·泽连斯基表示有计划会晤习近平，並希望该国支持乌克兰，不要提供武器给俄罗斯。
2023年4月21日，中華人民共和國駐法國大使盧沙野接受法國電視台專訪時聲稱「前蘇聯國家不是主權國家」，引起曾經被蘇聯統治的烏克蘭強烈不滿。
2023年4月26日，中共中央總書記習近平與烏克蘭總統澤連斯基通電話，為2022年俄羅斯入侵烏克蘭以來二人首次通話。習近平向澤連斯基表示中方將派歐亞事務特別代表李辉赴烏克蘭等國訪問，就政治解決烏克蘭危機同各方進行深入溝通。同日，泽连斯基任命新任乌克兰驻华大使帕夫洛·里亚比金。
2023年5月16日至17日，李辉在乌克兰會見烏克蘭總統澤連斯基，並分别會見外交部长库列巴等人。
2023年7月20日，乌克兰经济副部长在北京与中华人民共和国商务部副部长凌激举行会谈，这是自2019年以来乌克兰政府官员首次对中国进行高层访问。雙方共同主持召开中国—乌克兰政府间合作委员会经贸合作分委会第七次会议。
2024年2月18日，中共中央政治局委员兼外交部长王毅和乌克兰外交部长德米特罗·库列巴在参加德国慕尼黑安全会议期间进行会谈，库列巴称“我们（中国和乌克兰）一致认为，有必要保持乌克兰与中国各级别的接触，并继续对话。”王毅表示“中国不会（利用局势）牟利，也不会向冲突地区或冲突各方出售致命武器”。并称“感谢乌克兰在紧急状况下帮助中方人员安全撤离，中国人民永远不会忘记。”乌克兰国防部以 11 亿格里夫纳采购8,200套大疆无人机以装备武装部队，提升军队防御能力。
2024年2月22日，乌克兰最高拉达外交事务委员会主席汉娜·霍普科对俄罗斯在战争中的失败向中华人民共和国发出了一个信号，表示乌克兰也需要保持平衡，确保中华人民共和国与朝鲜民主主义人民共和国不同，不向侵略者提供弹药。她表示，「整个文明世界都明白，如果俄罗斯在这场战争中不战败，就很难遏制中国的地缘政治野心。因此，俄罗斯的失败是有益的，它向中国发出了一个信号：没有其他国家能够承受俄罗斯那样的行为」。汉娜·霍普科总结表示，「乌克兰知道中国有自己的安全倡议，希望在谈判中拥有坐在谈判桌中间的权利，认为他们不站在俄罗斯或乌克兰一边。尽管这完全是不真实的，因为在俄罗斯和乌克兰之间的这场战争中，中国目前站在侵略者一边」。
2024年9月3日，乌克兰驻日本大使克尔松斯基参拜靖国神社，引发中国大陆网民不满。随后，乌使馆随后删除图片。
2024年9月25日，烏克蘭總統弗拉基米爾·澤連斯基在聯合國大會公開指責中華人民共和國一方面兜售存在缺陷的和平方案，一方面又在幫助俄羅斯瞄准烏克蘭的核電設施。
2025年4月8日，乌克兰总统弗拉基米尔·泽连斯基表示两名为俄罗斯军队作战的中华人民共和国公民张仁波和王广军在顿涅茨克地区被乌克兰军队俘虏，而且有证据表明，还有更多的中国公民正在与俄罗斯军队一同作战。路透社援引两名未具名美国官员和一名前西方情报官员披露，100多名为俄罗斯在乌克兰作战的中国公民是雇佣兵，似乎与中国政府没有直接关联。
2025年4月17日，烏克蘭總統弗拉基米爾·澤連斯基表示烏方得到情報顯示中國向俄羅斯供應火炮和火藥，這是烏克蘭總統首次公開指責中國向俄羅斯提供直接軍事援助。18日，中国外交部发言人林剑在记者会上回应称，“乌方对此是十分清楚的，也公开表示俄方进口武器零部件多数来自美国等西方国家。中方坚决反对无端指责和政治操弄”。乌克兰国家预防腐败局发布的一个检查收集到的俄罗斯武器样本的数据库中，中国制的零件占约2800个零件中的4%。
2025年5月25日，乌克兰对外情报局局长伊瓦先科在接受乌克兰国家通讯社专访时称，中国正在向20家俄罗斯军工工厂供应特种化学品、火药和机床。
2025年5月27日，烏克蘭總統弗拉基米爾·澤連斯基表示中國已停止向烏克蘭和其他歐洲國家出售無人機，但繼續向俄羅斯供貨。有歐洲官員表示中國減少了向西方買家交付部分無人機零部件，但加大了對俄羅斯的交付。
2025年8月16日，烏克蘭總統弗拉基米爾·澤連斯基簽署法令對俄羅斯無人機供應商實施制裁，包括10家中國公司，烏克蘭指控些公司向俄方輸出無人機零件，助長俄軍無人機能力發展。

## 經貿關係
截至2013年，中华人民共和国是乌克兰的第二大贸易伙伴。中乌兩國在2013年的雙邊貿易總額約為110亿美元，其中烏克蘭到中國的出口額為32.7亿美元，中國到烏克蘭的出口額剛為78.4亿美元；烏克蘭出口到中國的商品包括矿石、矿砂和动植物油脂，而中國出口到烏克蘭的商品主要為电气设备和机械器具。
中烏貿易關係在2008年得到深化。不少中國企業都想在環基輔的外環路以及一批跨第聶伯河的橋樑的建設項目上投資，故兩國的經貿關係得到持續發展。中國還打算向烏克蘭提供2,500萬人民幣的貸款。在2009年H1N1流感大流行期間，中國政府曾撥出350萬人民幣來為烏克蘭提供診斷設備、口罩、眼鏡、手套等用於抵禦流感的物資。
2019年第一季度，乌克兰对华贸易总额26.43亿美元，占乌外贸总额10.19%，這使得中國超过俄罗斯，成为乌克兰第一大贸易伙伴。中國也是乌第一大进口来源国，是乌克兰第四大出口目的地國家。
COVID-19疫情大流行期间，乌克兰莱克希姆制药集团与中国科兴公司于2020年12月签署新冠疫苗采购合同。2021年3月初，乌卫生部批准科兴疫苗紧急使用注册申请。25日晚，首批中国科兴公司生产的新冠疫苗运抵乌克兰首都基辅。
除貿易外，中烏亦有合作發展能源和农业。2012年12月，中国进出口银行与乌方签署了提供总额30亿美元的农业贷款协议，中国机械工业成套工程公司与乌粮集团正在积极开展此笔贷款项下的粮食贸易和农用物资出口合作。另外乌克兰是中国玉米进口的主要来源国之一。2021年，中国从乌克兰进口玉米824万吨，占比29.07%。
| 年份   | 中国对乌出口 | 中国自乌进口 | 双方贸易总额 | 中国贸易顺差 |
| ------ | ------------ | ------------ | ------------ | ------------ |
| 2015年 | 351,658      | 355,725      | 707,383      | -4,066       |
| 2016年 | 421,682      | 248,761      | 670,442      | 172,922      |
| 2017年 | 504,108      | 233,561      | 737,669      | 270,546      |
| 2018年 | 701,900      | 264,848      | 966,748      | 437,053      |
| 2019年 | 739,984      | 451,370      | 1,191,354    | 288,613      |
| 2020年 | 687,808      | 779,073      | 1,466,881    | -91,264      |

根據中國商務部統計，截至2022年，在烏克蘭實際經營的中企有30家，對烏克蘭的累計投資達90億美元，招商局集團在黑海沿岸的敖德薩擁有港口碼頭。中糧集團耗資7,500萬美元，在烏克蘭興建糧油中轉碼頭，子公司中糧農業在2014－2015年完成對烏克蘭來寶集團股權收購。中建集團在烏克蘭建立10座太陽能發電站，渤海商品交易所旗下BOCE於2017年收購烏國復興開發銀行。

## 文化關係
蘇聯時期，很多翻譯後的蘇聯書籍被介紹到中國:48；蘇聯傳記體小說《钢铁是怎样炼成的》（作者生於現今的烏克蘭）是其中一例，此書受到中國讀者的歡迎，被多家出版社翻譯為漢語:48。
乌克兰曾分別在2002和2004年兩度举办「中国文化日」，而中国亦分別在2010和2011年舉行了「乌克兰文化日」；烏克蘭駐華大使館持續在館內舉行艺术展览和音樂會等文化活動，並接受中国的旅游组织來访。中國作家茅盾曾在小说《虹》烏克蘭語译本的序言中指出，中国读者非常喜爱乌克兰的文学作品。
隨着中烏兩国之間的交流愈趨密切，乌克兰开始重视汉语教学；基辅有语言学校早於1956年已提供汉语課程，而乌克兰近年來出現了一股學習汉语和認識中华文化的熱潮，不少乌克兰学者開始编写本地的汉语教材。中國在烏克蘭的基輔大學、哈爾科夫大學、卢甘斯克大学、基辅国立语言大学和乌克兰南方师范大学分別設有5所孔子學院，其中成立於2007年的卢甘斯克大学孔子学院是烏克蘭首家孔子学院。
根據網絡版<加拿大號角月報>( 二零二二年八月份 )的資料，二零零八年烏克蘭的華人約有六千人，有華人宣教士向烏克蘭華人傳播基督教.

## 軍事關係
截至2014年1月，中華人民共和國是乌克兰國防工業的最大消费国。中華人民共和國曾從乌克兰的馬達西奇公司購入250个引擎，安裝在該國的教练机上；中國也曾向烏克蘭採購未建成完畢的瓦良格號航空母艦（現為遼寧艦）和歐洲野牛級氣墊登陸艇。苏联解体后的一段時間，包括烏克蘭在內的独联体各国經濟动荡，许多军工专家和工程师失业；因此，中国和新加坡、以色列等国的科研機構派专家前往乌克兰招揽人才，並向他們提供优厚的待遇。
2025年8月，乌克兰国防工业委员会称，该国只有 5% 的成员公司（其中许多是该国最大的成员公司）表示他们没有使用中国制造的零部件。该协会执行董事对《基辅独立报》称，“对中国零部件的依赖直接影响我们供应链的稳定性和安全”。

## 涉台事務
烏克蘭外長阿納托利·茲連科在2002年訪問北京時，重申一個中國立場，並表示反對「兩個中國」、「一中一台」以及「台灣獨立」。2010年，烏克蘭總統亞努科維奇又在聯合聲明重申了此一立場。
烏克蘭政府在與中華人民共和國的官方會晤中，就對台立場多次寫進雙方的聯合文件，涉及台灣的有：
- 中华人民共和国和乌克兰联合公报（1992年10月31日）
- 中华人民共和国和乌克兰联合声明（1994年9月6日）
- 中华人民共和国总理李鹏正式访问乌克兰联合公报（1995年6月24日）
- 中华人民共和国和乌克兰关于发展和加深友好合作关系的声明（1995年12月4日）
- 中华人民共和国和乌克兰关于在二十一世纪加强全面友好合作关系的联合声明（2001年7月21日）
- 中华人民共和国和乌克兰联合声明（2002年11月19日）[102]
- 中华人民共和国和乌克兰关于全面提升中乌友好合作关系水平的联合声明（2010年9月2日）[101]
- 中华人民共和国和乌克兰关于建立和发展战略伙伴关系的联合声明（2011年6月20日）
- 中华人民共和国和乌克兰关于进一步深化战略伙伴关系的联合声明（2013年12月5日）[103]

## 姐妹城市
中国和乌克兰有如下的几对姐妹城市：
- 北京 和  基辅
- 重庆 和  扎波罗热
- 济南 和  哈尔科夫
- 青岛 和  敖德萨
- 苏州 和  基辅
- 苏州 和  扎波罗热
- 太原 和  顿涅茨克
- 天津 和  哈尔科夫
- 武汉 和  基辅
- 西安 和  第聂伯罗
- 徐州 和  克羅皮夫尼茨基
- 邯郸 和  克里維里赫
- 成都 和  利沃夫[104]